# 小松島フェリー
小松島フェリー（こまつじまフェリー）は、かつて大阪府の大阪南港から徳島県の小松島港を結んでいたフェリー航路である。共同汽船（現在は廃業）が運航していた。
本航路の歴史については共同汽船#沿革も併せて参照のこと。

## 概要
フェリー航路としては1974年に開設されたが、元々は大阪港から神戸港を経由して小松島港に至る客船航路であった。客船時代は「あきつ丸（初代）」などが代表的な使用船舶であったが、スピードが遅く、大阪港からは5時間40分ほどを要したため、航路部分が比較的短く、和歌山港駅からは高速な鉄道（南海電鉄）に乗換えできる南海フェリーに次第に客を奪われていった。それでも、高度経済成長期であった1970年には日本万国博覧会（大阪万博）の観客輸送もあり、200万人を超える輸送者を記録した。南海フェリーが高速化し、そのままでは勝負にならなくなったこともあり1974年にようやく高速なフェリー型船舶である「あきつ丸（2代目）」を投入し、大阪南港との間を3時間20分で結ぶことになり、和歌山港での乗換え時間を考慮すると充分対抗できる所要時間となり、運賃は南海使用よりも有利となった。その後阪神方面を結ぶ他航路の相次ぐ開通、1985年には国鉄小松島線の廃止および大鳴門橋の開通の影響、さらには小松島港のフェリー港としての地位の低下の影響で客足も落ち、1993年に廃止された。

## 使用船舶
フェリー航路開設当初の1974年にはあきつ丸（2代）が新造投入された。1983年には新造された大型のびざん丸に変更され、「あきつ丸」（2代）は他の2社と共同運航していた徳島阪神フェリーに共同汽船が投入していたうらら丸の代替として徳島阪神フェリーに移った。しかし、当航路のトラックの利用は当初の想定ほど伸びず、1988年に「びざん丸」はギリシャに売却され、かつて徳島阪神フェリーに就航していた「うらら丸」が復帰し当航路に投入され、航路廃止まで運航された。